# Nya Kairo
Nya Kairo  (arabiska: القاهرة الجديدة Al-Qāhera el-Gedīda), är ett distrikt (kism) i Kairo, Egypten vars centrala delar som ligger cirka 20 kilometer öster om stadens centrum, distriktet gränsar bland annat till Nasser City i väster och utgör stor-Kairos östra gräns.
Området etablerades under 2000-talet som en satellitstad till Kairo och är en av de modernaste och främsta etableringarna i Kairos storstadsområde och består av tre huvuddistrikt (kism), Nya Kairo 1, Nya Kairo 2 och Nya Kairo 3, som i sin tur är uppdelat i ett antal mindre delområden bland annat El-Tagamu El Khames (på svenska: femte etableringen). 
Tillsammans utgör dessa tre distrikt en betydande del av Kairos totala yta och innefattar förutom bostadsområden flera nyetablerade skolor och universitet, bland andra, American University och German University.

## Bilder

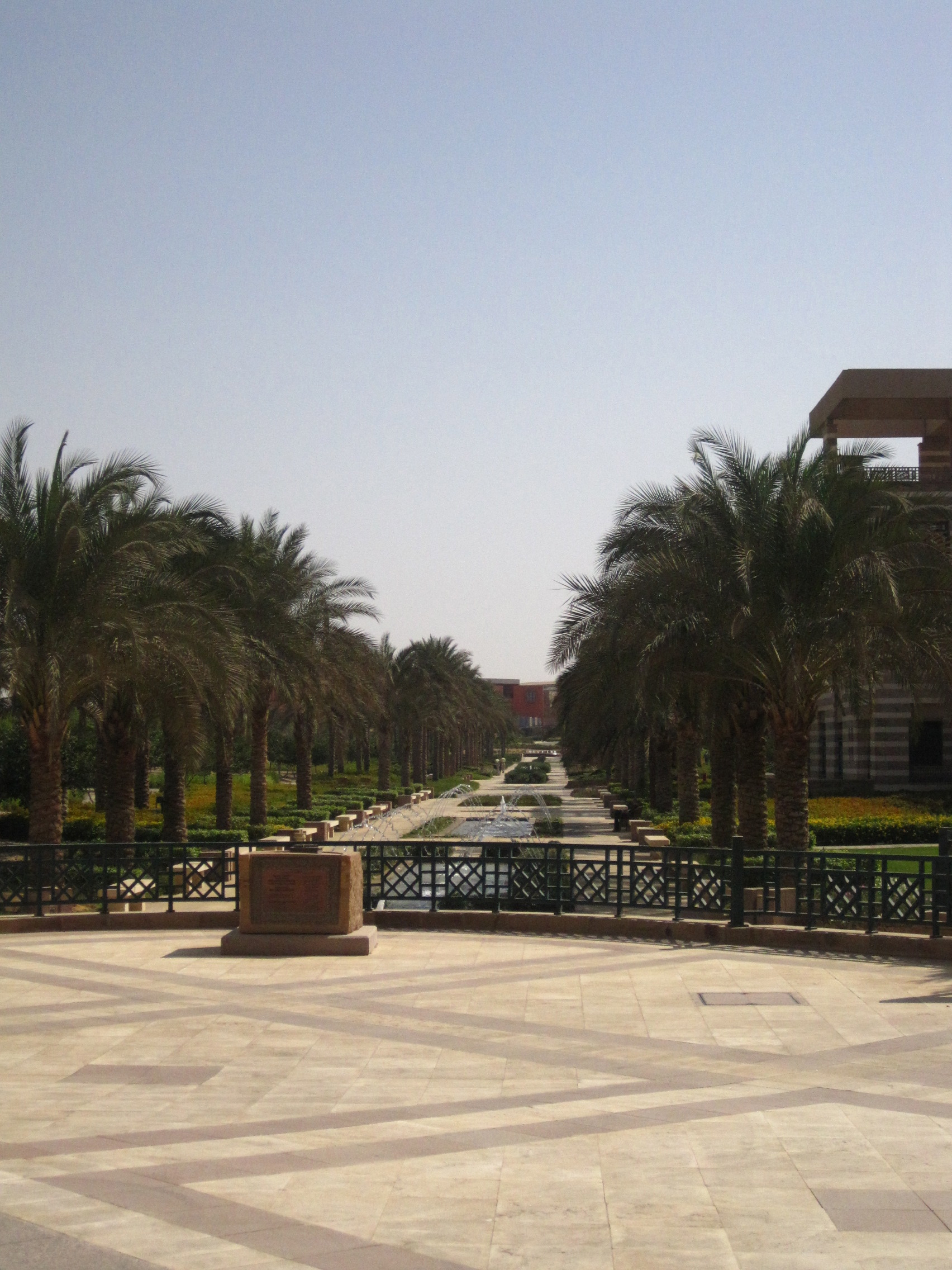
Amerikanska universitetet (AUC) i Nya Kairo
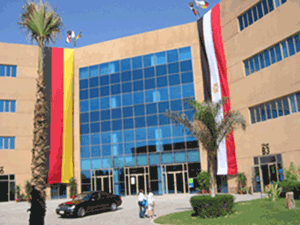
Tyska universitetet (GUC) i Nya Kairo
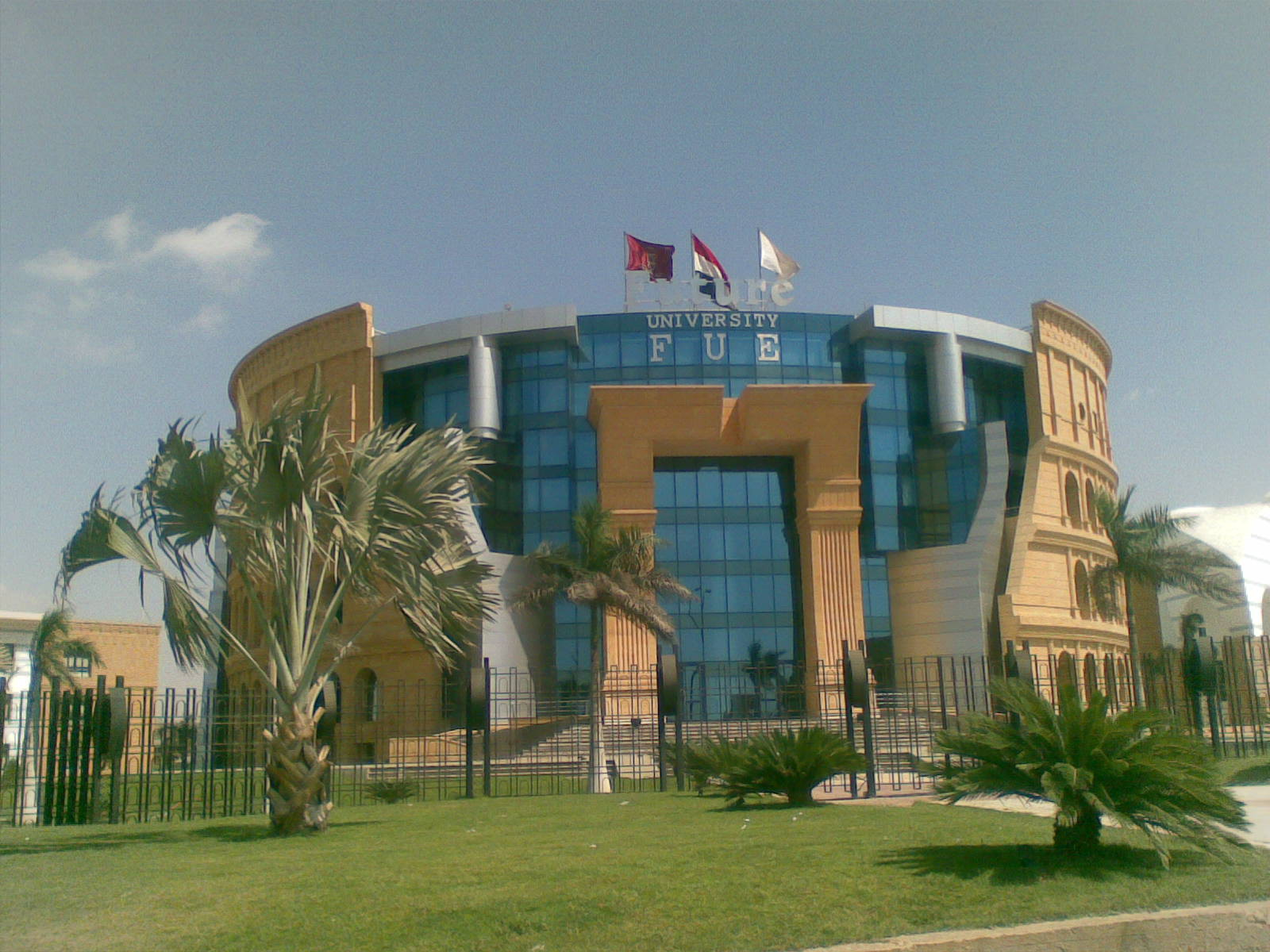
Future university (FUE) i Nya Kairo
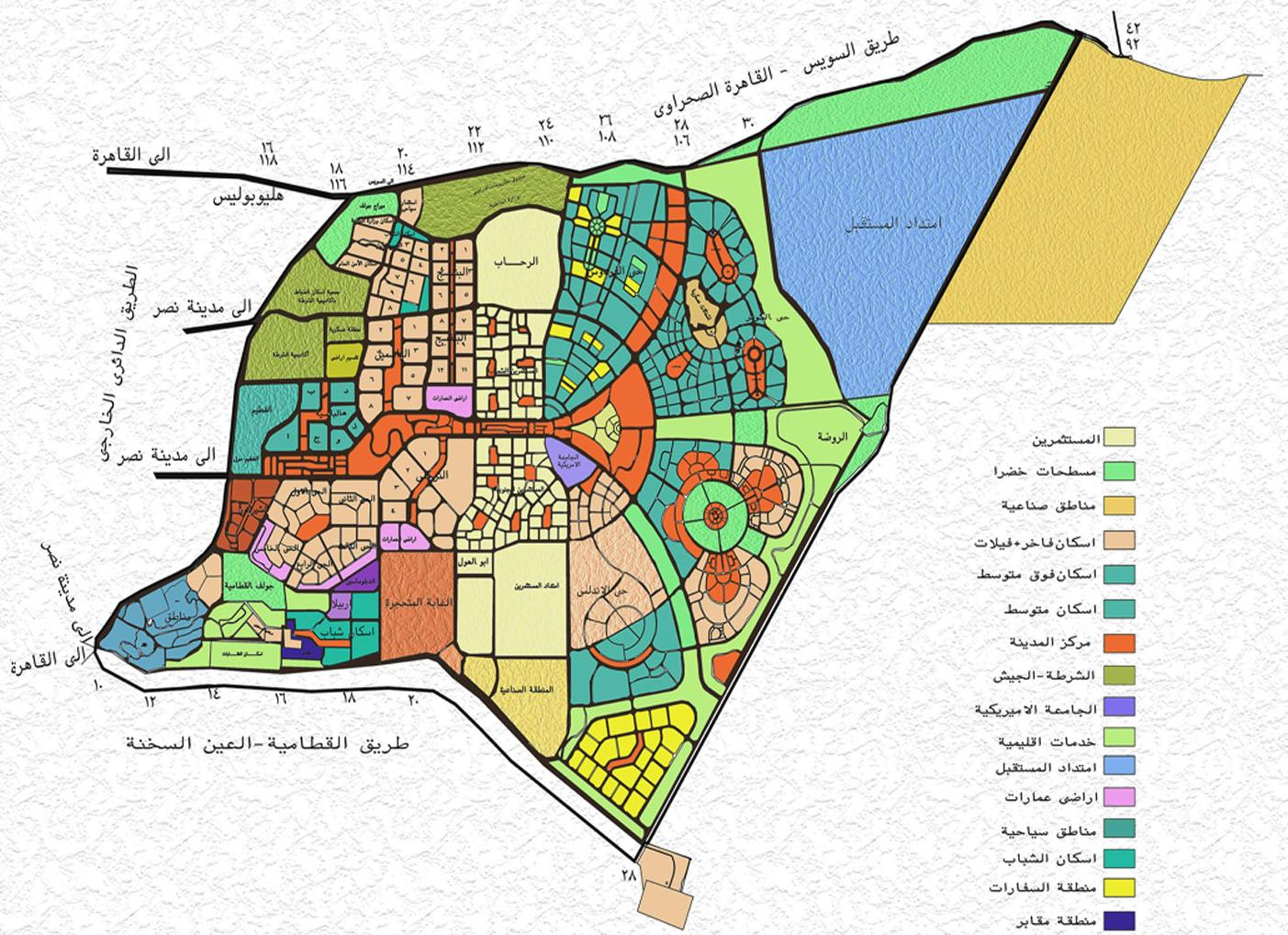
Kartskiss över Nya Kairo (på arabiska)